# Saison 30 de Détective Conan
Chronologie
Saison 29 de Détective Conan
La saison 30 de Détective Conan est diffusée du 3 janvier 2025 au ? (épisode 1148 à ?) sur Yomiuri TV. 
Le cinquante-neuvième opening (épisode 1148 à 1167) s'intitule "But No Love" et est interprété par la chanteuse Rainy. Le soixantième opening (épisode 1168 à ?) s'intitule "Poker Face" et est interprété par la chanteuse Amyuri.
Le soixante-douzième ending (épisode 1148 à 1157) s'intitule "Shooting star" et est interprété par le groupe WANDS. Le soixante-treizième ending (épisode 1158 à ?) s'intitule "Fun Fun Fun" et est interprété par le chanteur Leon Niihama.
| No | Titre français                                                                             | Titre japonais                      | Titre japonais                                      | 26 juillet                                      |
| No | Titre français                                                                             | Kanji                               | Rōmaji                                              | 26 juillet                                      |
| --- | ------------------------------------------------------------------------------------------ | ----------------------------------- | --------------------------------------------------- | ----------------------------------------------- |
| 1169 | L'Histoire du fantôme cannibale (1re partie)                                               | 人食い幽霊の物語（第1部）           | Hito-gui yūrei no monogatari (dai 1-bu)             | Date\|27\|juillet\|2025\|en animation asiatique |
| 1149 | Les Detective Boys et le duo d'accompagnateurs - 2e partie (files : 1097-1099/tome : 103)  | 探偵団と二人の引率者（後編）        | Tantei-dan to Futari no Insotsu-sha (Kōhen)         | 11 janvier 2025                                 |
| 1150 | Kaito Kid et le tour de la couronne - 1re partie (files : 1100-1102/tome : 103)            | 怪盗キッドと王冠マジック（前編)     | Kaitō Kiddo to Ōkan Majikku (Zenpen)                | 18 janvier 2025                                 |
| 1151 | Kaito Kid et le tour de la couronne - 2e partie (files : 1100-1102/tome : 103)             | 怪盗キッドと王冠マジック（後編)     | Kaitō Kiddo to Ōkan Majikku (Kōhen)                 | 25 janvier 2025                                 |
| 1152 | Last Dance                                                                                 | ラストダンス                        | Rasuto Dansu                                        | 8 février 2025                                  |
| Conan se retrouve dans une soirée mondaine, en compagnie de Ran et Sonoko. Il y fait la connaissance de Kensaku Takada, l'organisateur de l'événement, ainsi que de Konomi, son épouse. Plus tard, Kensaku est retrouvé mort, victime d'une chute. |                                                                                            |                                     |                                                     |                                                 |
| 1153 | La princesse des monts Yakushima - 1re partie                                              | 屋久島の山姫(前編)                  | Yakushima no Yamahime (Zenpen)                      | 15 février 2025                                 |
| 1154 | La princesse des monts Yakushima - 2e partie                                               | 屋久島の山姫(後編)                  | Yakushima no Yamahime (Kōhen)                       | 22 février 2025                                 |
| 1155 | Enquête et poursuite en taxi 2                                                             | 追跡 ！探偵タクシー2ツ              | Tsuiseki! Tantei Takushī Tsū                        | 1er mars 2025                                   |
| Témoin de l'attitude suspecte d'un duo au sanctuaire Tsubaki, Genki Ishikawa demande à Kogorô de mener une enquête, mais essuie un refus. Plus tard, le détective apprend que le vol d'un bijou est survenu dans le sanctuaire en question.        |                                                                                            |                                     |                                                     |                                                 |
| 1156 | Enquête à Ishikawa - 1re partie                                                            | 石川よるまっしミステリー(前編)      | Ishikawa Yoru Masshi Misuterī (Zenpen)              | 8 mars 2025                                     |
| 1157 | Enquête à Ishikawa - 2e partie                                                             | 石川よるまっしミステリー(後編)      | Ishikawa Yoru Masshi Misuterī (Kōhen)               | 15 mars 2025                                    |
| Kogoro Mouri est engagé pour enquêter sur un vol datant de trois ans. Alors que Conan s'intéresse à l'affaire, il se retrouve soudainement en danger.                                                                                              |                                                                                            |                                     |                                                     |                                                 |
| 1158 | Les Detective Boys et la vieille maison japonaise bien-aimée                               | 探偵団と憧れの古民家                | Tantei-dan to Akogare no Kominka                    | 12 avril 2025                                   |
| 1159 | Direction l'au-delà                                                                        | その先へ                            | Sonosakihe                                          | 19 avril 2025                                   |
| 1160 | Quand l'effaroucheur retentit                                                              | 怖がらせる音が鳴ると                | Kowagara seru oto ga naru to                        | 26 avril 2025                                   |
| 1161 | Souvenir secrets                                                                           | 秘密の記憶                          | himitsu no kioku                                    | 3 mai 2025                                      |
| 1162 | Le journal d'enquête d'Ayumi 5 (cinq)                                                      | 歩美の絵日記事件簿 5                | Ayumi no Enikki Jiken-bo Faibu                      | 10 mai 2025                                     |
| 1163 | La Comptine numérique résonnant dans le noir                                               | 間に聞こえる数え歌                  | Yami ni Kikoeru Kazoe Uta                           | 17 mai 2025                                     |
| 1164 | Révélations 17 ans plus tard : le cavalier maculé de sang (files : 1103-1109/tome : 104)   | 17年前の真相 - 血染めの騎士         | Jūnana-nen Mae no Shinsō - Chizome no Naito         | 7 juin 2025                                     |
| 1165 | Révélations 17 ans plus tard : le démon clairvoyant (files : 1103-1109/tome : 104)         | 17年前の真相 - 達眼の悪魔           | Jūnana-nen Mae no Shinsō - Tatsugan no Akuma        | 14 juin 2025                                    |
| 1166 | Révélations 17 ans plus tard : le fou à la vision lointaine (files : 1103-1109/tome : 104) | 17年前の真相 - 遠見の角行           | Jūnana-nen Mae no Shinsō - Tōmi no Kakugyō          | 21 juin 2025                                    |
| 1167 | Révélations 17 ans plus tard : le gambit de la dame (files : 1103-1109/tome : 104)         | 17年前の真相 - 女王の謀             | Jūnana-nen Mae no Shinsō - Kuīnzu Gyanbitto         | 28 juin 2025                                    |
| 1168 | Le carnet du pêcheur d'anguilles de Genta                                                  | 元太のうなぎ捕物帳                  | Genta no Unagi Torimono-chō                         | 19 juillet 2025                                 |
| 1169 | L'Histoire du fantôme cannibale (1re partie)                                               | 人食い幽霊の物語（第1部）           | Hito-gui yūrei no monogatari (dai 1-bu)             | 27 juillet 2025                                 |
| 1170 | L'Histoire du fantôme cannibale (2de partie)                                               | 人食い幽霊の物語（第2部）           | Hito-gui yūrei no monogatari (dai 2-bu)             | 2 août 2025                                     |
| 1171 | Pourquoi je suis devenu majordome (1re partie)                                             | なぜ私は執事になったのか？（第1部） | Naze watashi wa shitsuji ni natta no ka? (Dai 1-bu) | 16 août 2025                                    |